# Princes Town
Ne doit pas être confondu avec Princetown.
Princes Town ou Pokesu est une ville située 5 km à l'est de Fort Santo Antonio dans le district ouest d'Ahanta dans la région occidentale du sud du Ghana. Elle se situe entre Axim à l'ouest et Sekondi-Takoradi à l'est. Le 1er janvier 1681, une expédition brandebourgeoise de deux navires commandés par Otto Friedrich von der Groeben arrive sur la Côte de l'Or et commence à construire un fort entre Axim et le cap des Trois Pointes. Le fort est achevé en 1683 et est nommé Fort Fredericksburg (en allemand : Groß Friedrichsburg) en l'honneur du prince Frédéric-Guillaume Ier, électeur de Brandebourg. La ville qui se situe à proximité du fort est renommée Princes Town en son honneur également. Le fort devient le quartier général des Brandebourgeois en Afrique.

## Histoire
En 1708, un marchand Akan, John Canoe apprend que les Allemands souhaitent vendre le fort aux Hollandais. En signe de protestation, il en prend possession et commence à résister. Le fort est finalement capturé en 1725 par les Hollandais et rebaptisé "Hollandia". John Canoe est perçu comme un héros par les habitants de Princes Town. En 1872, les Néerlandais cèdent le fort à la Grande-Bretagne et en 1957, le fort est devenu une partie du pays nouvellement indépendant du Ghana. 
Des festivals Junkanoo, nommés d'après John Canoe, tels que Mardi Gras ont lieu chaque année dans les contours côtiers de la Caroline du Nord, en Jamaïque et aux Bahamas.

## Fort Fredericksburg
Le fort Fredericksburg est construit en pierre transportée par mer entre 1681 et 1683 depuis la Prusse et est l'un des deux forts allemands construits au Ghana, l'autre étant le fort Dorothea. On estime que quelque 300 000 Africains sont déportés depuis ce fort. En raison de son témoignage sur la traite négrière atlantique et de l'histoire du commerce et de l'exploitation coloniale européenne, le fort est inscrit sur la liste du patrimoine mondial de l'UNESCO en 1979 avec plusieurs autres châteaux et forts au Ghana.

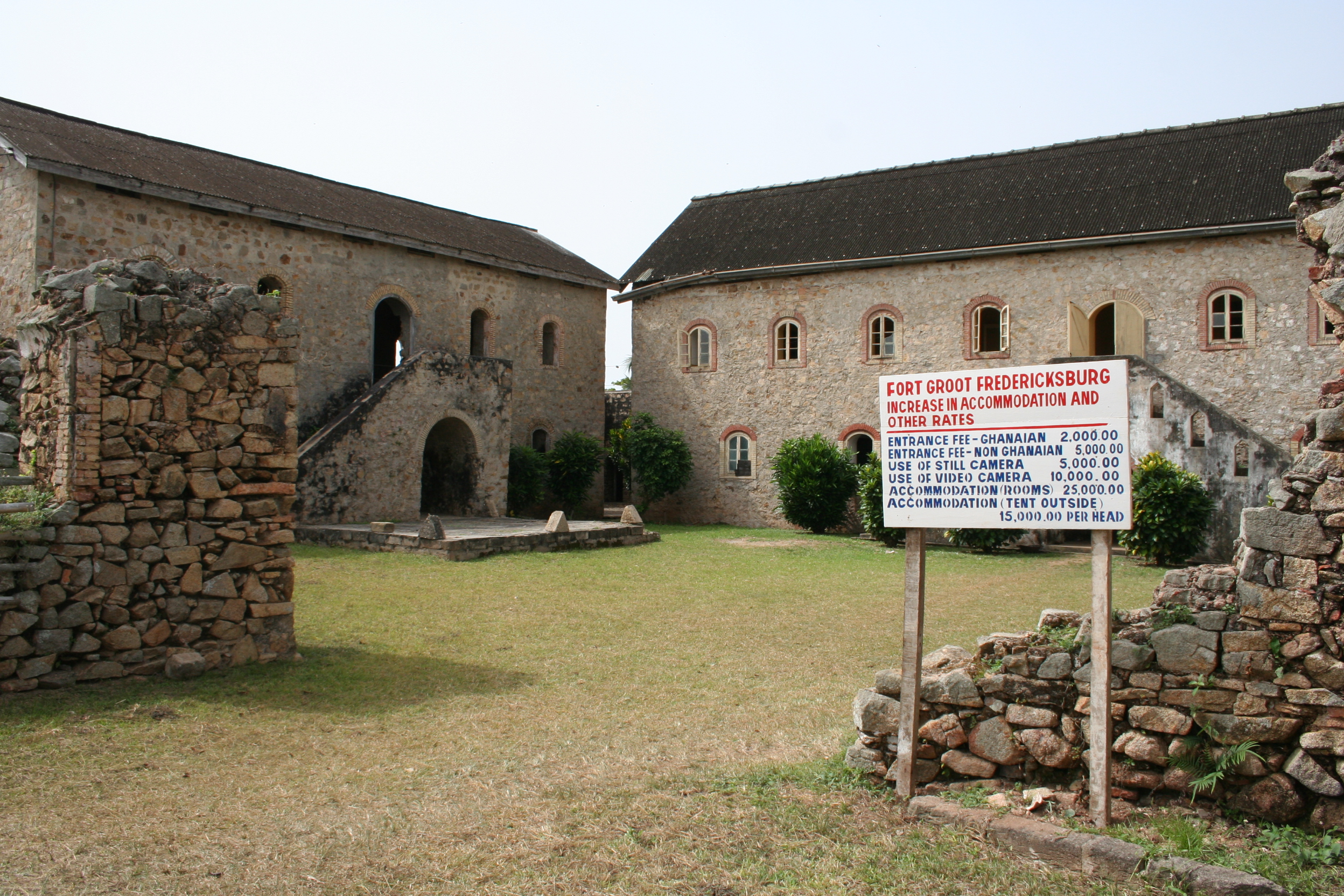
Intérieur du Fort Fredericksburg.

## Ville jumelle
La ville jumelle de Princes Town sont Fredericksburg en Virginie